# Bengt Hafridsson
Bengt Hafridsson, riddare, riksråd, lagman i Västergötland.
Son till Hafrid Sigtryggsdotter (Boberg) som var dotter till Sigtrygg Bengtsson (Boberg), och en till namnet okänd man, möjligen med namnet Gustav. I flera källor föreslås Gustaf Petersson (Lejon).

## Biografi
Bengt Hafridsson räknas som stamfader till Bengt Hafridssons ätt.
Vapen: enligt flera källor stående vitt lejon, på blått fält.
Nämnd 1286
Lagman Bengt var son till en Hafrid Sigtrygsdotter, som förde samma vapen som Lars Boberg, och hon var antagligen en faster till denne. Då nu fru Hafrid 1286 på Baltak i Västergötland gör sitt testamente, anslår hon bland annat med samtycke av sin dotter Ramfrid till sin son herr Bengt en gärd i Valstad, samma by som nämnes i fru Ramfrids testamente.
Nämnd 1296
...då fru Ramfrid till sina barn och mågar, emot rätt till fri disposition av vad hon bekommit i morgongåva och ärvt efter sin son i övre Sverige, överlåter efter sin död alla sina fäderne- och mödernegods i andra delar av riket, beseglas detta bref förutom av konungen även av marsken Torgils Knutsson, Västgötalagmannen Bengt Hafridsson, (vilka båda förde lejon i skölden) samt Lars Boberg (lilja mellan 2 hjorthorn). 
Bengt blev tillfångatagen 1304 i Lödöse av hertig Erik och Valdemar.  
Han var delaktig i jämkning mellan hertigarna och hertig Kristofer av Halland och Samsö i Morup 1307. 

## Familj
Gift med Margareta, som är nämnd den 29 januari 1315, när hon: 
| ”           | upplåter sin gård i Odensåker till sin dotter Ragnfrid mot hennes nybyggen i Sibbeboda och Balteg, med villkor att dottern genom samma byte fått sig gottgjorda de 40 mark penningar som modern lyft av hennes fädernearv. Knut, lagman, domprosten Bengt, Rangvald Magnusson, Gustav, son till Håkan Munk, Harald Brynolfsson beseglar. | „ |
| – sdhk_2660 | |   |

Barn
1. Brynolf Bengtsson (Bengt Hafridssons ätt), död 1315. Gift med Ingegerd Svantepolksdotter, dotter till Svantepolk Knutsson[3]
2. Folke Bengtsson (Bengt Hafridssons ätt), död 1315
3. Ramfrid, eller Ragnfrid Bengtsdotter, gift 1) med Birger Röriksson, 2) med Karl Tukesson Läma
4. Kristina Bengtsdotter i Haneström, gift med Knut Jonsson (Tre Rosor) (Tre Rosor till Mörby). [5]
5. Katarina Bengtsdotter (Bengt Hafridssons ätt).